# Peucedanum dubium
Peucedanum dubium är en flockblommig växtart som beskrevs av Carl Friedrich von Ledebour. Peucedanum dubium ingår i släktet siljor, och familjen flockblommiga växter. Inga underarter finns listade i Catalogue of Life.